# Transliminalität
Transliminalität (lateinisches Kunstwort mit der wörtlichen Bedeutung: „über die Schwelle gehen“) ist ein psychologisches Konzept, das von dem australischen Psychologen Michael Thalbourne (1955–2010, University of Adelaide) entwickelt wurde, der sich stark um parapsychologische Forschung kümmerte. Das Konzept bietet die Möglichkeit verschiedene Konstrukte zugleich zu erfassen, wie die Offenheit für paranormale Erfahrungen, Kreativität, Glaube an Paranormales, manische und mystische Erfahrungen. Diesen Konstrukten liege als gemeinsamer Faktor die Transliminalität zugrunde. Thalbournes Skala wurde 2011 von dem Psychologen Sebastian Bartoschek ins Deutsche übertragen und evaluiert.